# 와이엔텍
와이엔텍(Y Entec)는 대한민국의 폐기물 처리기업이다. 본사는 전남 여수시 여수산단로 1232 (월내동)에 위치해 있다. 대표이사는 박지영, 회장은 박용하이다.
매출 비중은 폐기물 등 환경사업(산업폐기물의 소각과 매립 사업)이 32%, 해운(아시아 역내 석유화학 탱커 운송업) 42.7%, 골프장(보성컨트리클럽 골프장 운영) 11%, 레미콘 9.1%이다폐기물 사업은 중간처분(소각)업, 최종처분(매립)업 스팀판매, 생활폐기물처리(보성사업소) 등으로 이루어져 있다
외국인지분율의 1.59%이다

## 같이 보기
- 코엔텍

## 참고 문헌
1. ↑  와이엔텍 IR자료 2019년
2. ↑  박기훈, 와이엔텍, 환경사업 호조에 성장 지속 저평가 매력 돋보여, 프라임경제, 2023.06.29
3. ↑  김세형, 와이엔텍, 최대주주가 9억원 자사주 매입, 스마트투데이, 2024.04.24
4. ↑  류은혁, 쓰레기로 대박 난 와이엔텍…폭우 테마 아닌 '성장주', 한국경제, 2022.08.16
5. ↑  허민호, 한국IR협의회 기업리서치센터 기술분석보고서-와이엔텍, 2023.12.12
6. ↑  윤철환, 한국투자증권 기업 Brief-와이엔텍, 2019. 2. 25
7. ↑  강동근, 유안타 스몰캡 레시피-와이엔텍, 2019년 8월 21일